# أسماك الصيداء
سمكة الصيداء أو سُميكة الصيداء (الاسم العلمي: Callionymidae)، هي سمكة بحرية صغيرة، من مشابهات الفرخيات تتبع فصيلة أسماك الصيدائيات المتنوعة (من الكلمة اليونانية kallis، «جميلة» و onyma، «اسم» بمعنى جميلة الاسم) توجد بشكل رئيسي في المياه الاستوائية في غرب المحيطين الهندي والهادئ. وهي أسماك قاعية، تقضي معظم وقتها بالقرب من القيعان الرملية، على عمق يقارب مائتي متر. يوجد 139 نوعًا من الأسماك ضمن تسعة عشر جنسًا.
بسبب أوجه التشابه في الشكل والسلوك، يتم الخلط أحيانًا بين الصيداء وأعضاء من فصيلة القوبيونية. ومع ذلك، يمكن تمييز ذكور الصيداء عن القوبيون بزعانفهم الظهرية الطويلة جدًا، والإناث بفكها السفلي البارز. يمكن اعتبار أسماك التنينيات (Draconettidae) فصيلة شقيقة، التي يتشابه أفرادها كثيرًا، على الرغم من ندرة رؤيتهم.